# Шорцы

Шорская семья — муж с женой в одежде городского типа. Под влиянием русской культуры традиционную одежду шорцев сменяет городской тип одежды. 1913 год

Шо́рцы (самоназвание — шор-кижилер, тадар-кижилер, шорлар, тадарлар, ед. ч. шор-кижи, тадар-кижи, шор, тадар) — тюркский народ, живущий в юго-восточной части Западной Сибири, главным образом — на юге Кемеровской области (в Таштагольском, Новокузнецком, Междуреченском, Мысковском, Осинниковском и др. районах), а также в некоторых смежных районах Республики Хакасия и Республики Алтай, Красноярского и Алтайского краёв.
Делятся на две этнографические группы: южную, или горнотаёжную (в начале XX века область проживания южных шорцев получила название Горная Шория), и северную, или лесостепную (так называемые абинцы). По языку шорцам наиболее близки алтайцы и хакасы, по культуре — алтайцы и чулымцы. Общая численность — около 10,5 тысяч человек.

## Самоназвание
До 1926 года общим самоназванием всех родовых групп шорцев (абинцев, шорцев, каларцев, каргинцев и других) было тадар-кижи («человек-татарин»). Название тюркоязычного населения Южного Кузбасса «шорцы» было закреплено властями во всех официальных документах с учётом высказываний академика В. Радлова об этнокультурном единстве так называемых мрасских и кондомских татар. Современными самоназваниями являются как тадар-кижи, так и шор-кижи.

## История
В XI—XII веках, на юге Кузбасса, появились первые шорцы («кузнецкие татары»).
Первые письменные свидетельства о (степных) шорцах («кузнецких татарах») относятся к началу XVII века, к периоду освоения русскими верховьев реки Томи. Вплоть до начала XX века у шорцев оставались значительные пережитки родовых отношений. До Октябрьской революции 1917 года основными их занятиями были рыболовство и пушной промысел, у некоторых групп — примитивное ручное земледелие, стойловое скотоводство, торговля и извоз. Ремесло у шорцев до начала XX века носило домашний характер и было сосредоточено, в основном, в руках женщин; наиболее развитыми были ткачество, гончарное дело и плетение сетей. Повсеместно была распространена обработка кожи и дерева (в изготовлении седел, лыж, лодок-долблёнок, мебели, берестяной посуды и других вещей домашнего обихода).
У северных шорцев большое значение издавна имело кузнечное дело, а также добыча и плавка железной руды (отсюда — русское наименование северных шорцев «кузнецкие татары»). Однако с включением территории в состав Российской империи заниматься традиционным железным ремеслом шорцам было запрещено по царскому указу.
Традиционная шорская одежда к началу XX века шилась только в самых глухих южно-шорских улусах. Жильём для шорцев того времени служили многоугольные срубные дома с конической крышей, полуземлянки, летние шалаши, у северных групп — также русские избы.
В середине XIX века часть шорцев переселилась в Хакасию; часть этих переселенцев сохранили шорский диалект, однако сегодня их потомки к шорцам обычно не относятся.
С 1 по 8 октября 1925 г. в улусе Мыски проводится Первый съезд Советов Горной Шории, где была выработана программа национального строительства шорцев. Декретом ВЦИК «Об образовании в составе Кузнецкого округа Сибкрая национального Горно-Шорцевского района» от 12.04.1926 законодательно закрепляется национальное самоопределение шорского народа. Важнейшую роль в формировании единого самосознания и основ общешорской культуры в 1920—1930-х годах XX века сыграло всеобщее распространение грамотности на основе созданной письменности и единого литературного языка (на основе мрасского диалекта). Однако, последовавшее в дальнейшем интенсивное освоение природных богатств Горной Шории и, как следствие этого, резкое падение доли шорцев в общей численности увеличившегося населения привело к упразднению в 1938 году Горно-Шорского района и разделению его на три административных — Таштагольский, Кузедеевский и Мысковский. Это отрицательно повлияло на этническое развитие шорцев. Всё активнее стали протекать процессы ассимиляции, урбанизации. В 1940-х годах начался продолжающийся по сей день процесс ослабления этнической специфики и ассимиляции шорского этноса. В 1-й половине XX века значительно изменилась обстановка в Северной Шории, где тогда началась интенсивная разработка угольных месторождений и возникла целая система крупных городов, так называемых рабочих посёлков и поселений ссыльных и заключённых со смешанным этническим составом.
После решения Кемеровского облисполкома от 20 июня 1960 года «О ликвидации колхозов Горной Шории, как нерентабельных» началась массовая миграция шорцев в города и крупные посёлки Кемеровской области, в итоге чего сейчас там проживает около 74 % всех шорцев.

## Язык
Язык шорцев — шорский, но большинство из них сегодня говорят на русском языке, свыше 60 % считают его родным.
В шорском языке до недавнего времени было принято выделять два диалекта — мрасский (хакасская (кыргызо-уйгурская) группа восточно-тюркских языков) и кондомский (северноалтайская группа западно-тюркских языков), каждый из которых, в свою очередь, распадался на ряд говоров.

## Религия и фольклор
В прошлом шорцы формально считались православными, фактически же у них сохранялось тенгрианство (культ предков, промысловые культы и другие верования). Согласно традиционному мировоззрению шорцев, всё мироздание разделено на три сферы, — на «землю Ульгеня» (шор. Ӱлген чер), нашу землю и «землю злых духов», или подземный мир. Во владениях Ульгеня имеется 9 небес; на седьмом небе находятся луна и звезды, на восьмом — солнце, а на девятом живёт сам Ульгень — доброе верховное божество. Наш мир и человека сотворили, по представлению древних шорцев, Ульгень вместе со своим братом Эрликом (олицетворением злого начала).
Шорский фольклор составляют героические поэмы (шор. алыптығ ныбақтар «сказания о богатырях»), исполняемые «каем» (горловым пением) или речитативом, сказки, рассказы и легенды, загадки, пословицы и поговорки, охотничьи, свадебные, любовные, хвалебные, исторические и другие песни. Шорские героические поэмы и песни относятся к музыкально-поэтическому творчеству. Исполнялись они под аккомпанемент щипкового двухструнного инструмента қомус, который делался из ствола ивы, сибирского кедра. Жанры шорского фольклора по содержанию и идеям отражают в основном охотничий образ жизни; из всех жанров наиболее развитым был героический эпос.

## Праздники
- Чыл пажы — Новый год, отмечается 20-21 марта в день весеннего равноденствия.
- Мылтық-Пайрам — праздник всех шорцев, в этот день принято есть пельмени, со спрятанными в них мелкими знаковыми предметами (спичка, монета, бумажка и тому подобными), отмечается 18 января. Каждая вещь олицетворяет какое-либо событие, которое должно произойти в нынешнем году.
- Шор-Пайрам — праздник, посвящённый скотоводству и сельскому хозяйству, отмечается точно также как и у остальных тюркоязычных народов, исключая некоторые небольшие нововведения (пример: конкурс красоты, конкурс на самую длинную косу).

## Генетика
У шорцев на первом месте находится Y-хромосомная гаплогруппа R1a1a-М198 (56,9 %). На втором месте находится Y-хромосомная гаплогруппа N1c1-М178 (31,2 %). Далее идут Y-хромосомные гаплогруппы R1b1b1-M73 (7,2 %) и N1b-Р43 (3,3 %). Максимальные значения Y-хромосомной гаплогруппы R1a1a-М198 выявлены у горных шорцев — 61 %, у абаканских шорцев — 53 %. Y-хромосомная гаплогруппа R1b1b1-М73 у горных шорцев достигает 11 %.
Распределение гаплогрупп Y-хромосомы по сеокам:
| Сеок      | R1a1a1h-Z93 | R1a1a1h1-Z94 | N1c1 хL708 | N1b-Р63 | R1b1b1-М73 | Q1a3-L330 |
| Ак-шор    | —           | —            | —          | 1       | —          | —         |
| Кара-шор  | 5           | —            | —          | —       | —          | —         |
| Карга     | 23          | —            | —          | —       | 2          | —         |
| Кобый     | —           | —            | 10         | —       | —          | 1         |
| Кызай     | —           | —            | —          | —       | —          | —         |
| Кый       | —           | —            | 1          | —       | —          | —         |
| Сары-шор  | 1           | —            | —          | —       | 1          | —         |
| Таеш      | 4           | —            | —          | —       | —          | —         |
| Тарткын   | 5           | —            | —          | —       | —          | —         |
| Чедибер   | 2           | —            | 1          | —       | —          | —         |
| Челей     | 14          | 1            | —          | 9       | 1          | —         |
| Шор-кызай | 7           | —            | 1          | —       | —          | —         |

## Шорцы в наше время

Расселение шорцев в СФО по городским и сельским поселениям в %, перепись 2010 г.

Сегодня наблюдается постепенное исчезновение традиционной шорской культуры и языка. Происходит это в силу всё большего нарастания урбанистической культуры.
Численность шорцев в России:
Численность шорцев в населённых пунктах (2002 г.)
Кемеровская область:
- город Таштагол 1528
- город Междуреченск 1523
- город Новокузнецк 1508
- город Мыски 1495
- пгт Шерегеш 1109
- посёлок Ключевой 232
- посёлок Усть-Кабырза 231
- посёлок Ортон 196
- посёлок Чувашка 164
- город Осинники 150
- пгт Спасск 133
- посёлок Бородино 130
- посёлок Малиновка 128
- город Кемерово 115
- посёлок Усть-Анзас 115

Республика Хакасия:
- город Абакан 263
- село Балыкса 160
- пгт Бискамжа 121

Казахстан:
- 1970—214
- 1979—381
- 1989—388
- 2009—96